# Maria von Hanau und zu Hořowitz
Maria von Hanau und zu Hořowitz (* 22. August 1839, Schloss Wilhelmshöhe; † 26. März 1917 in Bonn) war die jüngste Tochter des Kurfürsten Friedrich Wilhelm I. von Hessen-Kassel (* 1802; † 1875) und dessen (nicht standesgemäßer) Frau Gertrude, der späteren Fürstin von Hanau und zu Hořowitz (* 1803; † 1882).

## Leben
Maria heiratete am 27. Dezember 1857 den Prinzen Wilhelm von Hessen-Philippsthal-Barchfeld (* 3. Oktober 1831 in Burgsteinfurt; † 17. Januar 1890 in Rotenburg an der Fulda). Zuvor war eine Bewerbung des Prinzen Friedrich von Holstein abgelehnt worden. Die Ehe mit Wilhelm sollte dazu dienen, die aufgrund der bürgerlichen Herkunft ihrer Mutter ständisch nicht gleichberechtigte Familie des Kurfürsten besser in das Haus Hessen einzubinden. Das misslang aber: Der Großherzog von Hessen-Darmstadt weigerte sich schon, den erstgeborenen Sohn des Paares als hessischen Prinzen anzuerkennen. Gleichwohl führten die fünf Kinder Wilhelms und Marias zunächst Titel und Namen des Vaters.
Die Ehe wurde am 18. März 1872 geschieden. Mit den bei ihr verbliebenen Töchtern wohnte Maria zunächst in Wiesbaden. Hinsichtlich ihres Namens – sie nannte sich weiter „Prinzessin von Hessen“ – aber kam es zum Streit mit dem präsumtiven kurhessischen Thronfolger, Friedrich Wilhelm. In dem anstehenden Rechtsstreit darüber gab sie, nachdem entsprechende Rechtsgutachten für sie nicht vorteilhaft ausfielen, nach und bat den Deutschen Kaiser, Wilhelm I., ihr einen neuen Namen zu verleihen. 
Sie erhielt aus Berlin eine Liste nassauischer Burgen – die man dort wohl für hessische hielt – vorgelegt, aus der sie den Namen „Ardeck“ wählte. Die Burg Ardeck ist eine Ruine und liegt bei Holzheim, heute im Rhein-Lahn-Kreis in Rheinland-Pfalz. Seit dem 28. Juli 1876 führten sie und ihre Kinder den Namen Prinzessin / Prinz von Ardeck.
Sie verzog später nach Bonn, wo sie 1917 verstarb.